# Pachycerianthus torreyi
Espèce
Pachycerianthus torreyi est une espèce de la famille des Cerianthidae.

## Systématique
Le nom valide complet (avec auteur) de ce taxon est Pachycerianthus torreyi Arai, 1965.

## Publication originale
- Arai, MN. 1965. A new species of Pachycerianthus, with a discussion of the genus and an appended glossary. Pacific science. 19(2): 205-218 lire